# Atef

Koruna atef

Atef je označení pro staroegyptskou korunu, která vznikla spojením koruny hedžet (koruny Horního Egypta) s pštrosími pery. Jedná se o stejná péra jako péro bohyně Maat. Péra symbolizují pravdu a spravedlnost. Koruna atef je typickým atributem boha Osirise, který ji nosí jako symbol vládce podsvětí.